# Didectoprocnemis
Didectoprocnemis Denis, 1949 è un genere di ragni appartenente alla famiglia Linyphiidae.

## Distribuzione
L'unica specie oggi attribuita a questo genere è stata reperita in Europa (Portogallo e Francia) e in Africa settentrionale (Algeria, Marocco, e Tunisia).

## Tassonomia
Per la determinazione dei caratteri della specie tipo del genere sono stati esaminati gli esemplari di Evansia cirtensis (Simon, 1884); la dizione Dideprocnemis presente in uno studio di Brignoli del 1983 è un errore di trascrizione.
A maggio 2011, si compone di una specie:
- Didectoprocnemis cirtensis (Simon, 1884)[3] — Portogallo, Francia, Algeria, Marocco, Tunisia